# Förrän vår sammankomst är slut
Förrän vår sammankomst är slut är en psalmtext av Lina Sandell-Berg. Den har tre 8-radiga verser.

## Publicerad i
- Pilgrimssånger utgiven från 1850-talet
- Sionstoner 1889, som nr 792
- Hemlandssånger 1891, som nr 166 under rubriken "Kyrkan - Gudstjänsten"
- Sions Sånger 1951 som nr 54.
- Sions Sånger 1981 som nr 51 under rubriken "Församlingen".